# Casellario centrale d'identità
Il casellario centrale d'identità in Italia, è un archivio, valido per tutto il territorio nazionale, situato presso gli uffici delle forze di polizia italiane.

## Contenuto
Al casellario centrale d'identità pervengono tutti i cartellini o schede segnaletiche compilati dagli uffici della Polizia di Stato, dell'Arma dei Carabinieri, della Guardia di Finanza, dalle sezioni Segnalamento e Identità degli istituti penitenziari nonché da alcune sezioni delle Procure della Repubblica. I Finanzieri, i carabinieri e i poliziotti, in attesa della traduzione in carcere o del procedimento per direttissima, provvedono ad effettuare rilievi foto-dattiloscopici dell'arrestato. Lo stesso può essere effettuato dalla Procura della Repubblica competente, mentre, al momento dell'ingresso in carcere, sarà l'ufficio preposto a schedare il soggetto.

## Metodi di segnalamento
Sul cartellino del Casellario vengono riportati: 
- Cognome
- Nome
- Paternità
- Maternità
- Stato Civile
- Data e luogo di nascita
- Domicilio
- Cittadinanza
- Livello di Istruzione
- Professione
- Soprannome
- Eventuali falsi nomi
- Precedenti condanne e tecnica criminosa
- Colore capelli, occhi, sopracciglia, carnagione, baffi e barba
- Foto di profilo destro
- Foto frontale
- Impronte digitali mano destra e sinistra
- Connotati salienti
- Contrassegni
- Firma del segnalato
- Ufficio segnalatore
- Data del segnalamento

Nonché la serie, la sezione e il numero inerenti all'identificazione Decadattiloscopica.

## Uffici segnalatori
Incaricati di segnalare sono:
- Per l'Arma dei Carabinieri i Reparti Investigazioni Scientifiche, I Comandi di Compagnia, Provinciali, Regionali e Interregionali, nonché Stazioni e Tenenze di grosse dimensioni
- Per la Polizia di Stato i Gabinetti Regionali di Polizia Scientifica
- Per la Guardia di Finanza le postazioni di foto-segnalamento presenti in tutti i Comandi Provinciali e nei reparti territoriali esistenti in aree con un forte presenza criminale.
- Per gli istituti penitenziari gli uffici matricola e gli uffici identità
- Per le polizie locali le postazioni di foto-segnalamento presenti nei comandi di cui le amministrazioni hanno deciso l'adozione. Le pratiche vengono inserite tramite Gabinetti Regionali di Polizia Scientifica

## Collegamento con Interpol
Negli ultimi tempi il casellario è collegato con lo schedario dell'Interpol in modo da essere consultato anche dalle forze di polizia straniere. Al casellario pervengono poi anche i cartellini dattiloscopici, ove sono riportate tutte le impronte per rotazione e sovrapposizione del segnalato, e le schede per impronte palmari.